# 红庙村金门闸
金门闸遗址、北运河金门闸遗址位于河北省廊坊市香河县钳屯乡红庙村西南，故又称红庙村金门闸，北运河东岸、青龙湾河入口处。是大运河在河北省的文物保护单位子项。
《香河县志》所记，清朝雍正七年（1729年），为减轻北运河水患，开凿青龙湾减河以泄洪，并在河口设置滚水石坝一座。乾隆二年（1737年）改建至上游约2千米处。乾隆三十七年（1772年），改滚水坝为石闸，在两岸增建闸台。乾隆帝赐名金门闸，并题诗称赞：“金门一尺落低均，疏浚引河宣涨沦。通策略同捷地闸，大都去害贵抽薪”。南台基上曾刻碑留存此诗。
金门闸是北运河上的第一个减河闸。建成后，使北运河的汛期河水可沿青龙湾下泄，保证行洪安全。非汛期，则可闭闸蓄水，保持水位，以利通航及下游供水。民国十四年（1925年），金门闸改建。现存台基为此次改建所留。1974年，石建强建土门楼泄洪闸，同时废止金门闸。目前，除南北闸台及其地面残留的几块石碑外，未有其它留存。2017年8月，记者在实地走访中，探知南闸台的残存约三米高，呈梯形排列。北闸台保存较为完整，平面略呈梯形，外壁为条石，内填夯土。残留的石碑，有雕刻蟠龙纹、重修碑记字样和参与修缮人员姓名。近期修缮金门闸遗址时，保留原有石砌块与银锭榫。
2013年，大运河列入第七批全国重点文物保护单位，红庙村金门闸为其子项之一。2023年时，已建成金门闸展馆。